# Il Signore degli Anelli - Gli Anelli del Potere
Il Signore degli Anelli - Gli Anelli del Potere (The Lord of the Rings: The Rings of Power) è una serie televisiva statunitense creata da J. D. Payne e Patrick McKay e prodotta da Amazon MGM Studios. Basata sul romanzo Il Signore degli Anelli di J. R. R. Tolkien e sulle sue appendici, la serie è ambientata nella Seconda Era della Terra di Mezzo, migliaia di anni prima degli eventi narrati in Lo Hobbit e Il Signore degli Anelli.

## Trama
L'adattamento, prodotto in collaborazione con New Line Cinema, porta per la prima volta sullo schermo le leggende della Seconda Era della storia della Terra di Mezzo. Partendo da un momento di relativa pace, i personaggi si preparano a fronteggiare il lungamente temuto ritorno del male nella Terra di Mezzo. La serie copre i principali eventi dell'Era: dalla forgiatura degli Anelli del Potere, all'ascesa dell'Oscuro Signore Sauron, fino alla caduta del regno insulare di Númenor e all'ultima alleanza tra Elfi e Uomini.

## Episodi
| Stagione         | Episodi | Pubblicazione |
| ---------------- | ------- | ------------- |
| Prima stagione   | 8       | 2022          |
| Seconda stagione | 8       | 2024          |

## Personaggi e interpreti

### Principali
- Galadriel (stagione 1-in corso), interpretata da Morfydd Clark (adulta) e da Amelie Child-Villiers (giovane), doppiata da Valentina Favazza (adulta) e da Charlotte Infussi (giovane).
Guerriera elfica che ritiene che il male sia ritornato nella Terra di Mezzo.
- Sadoc Rintanati (stagione 1), interpretato da Lenny Henry, doppiato da Edoardo Siravo.
Anziano pelopiede.
- Begonia Brandipiede (stagione 1), interpretata da Sara Zwangobani, doppiata da Giò Giò Rapattoni.
Madre di Nori e Dilly.
- Largo Brandipiede (stagione 1), interpretato da Dylan Smith, doppiato da Pasquale Anselmo.
Padre di Nori e Dilly.
- Elanor "Nori" Brandipiede (stagione 1-in corso), interpretata da Markella Kavenagh, doppiata da Margherita De Risi.
Ragazzina pelopiede alla ricerca di avventura.
- Poppy Grandesprezzo (stagione 1-in corso), interpretata da Megan Richards, doppiata da Agnese Marteddu.
Pelopiede e migliore amica di Nori.
- Elrond Peredhel (stagione 1-in corso), interpretato da Robert Aramayo, doppiato da Manuel Meli.
Mezzelfo architetto e politico.
- Gil-galad (stagione 1-in corso), interpretato da Benjamin Walker, doppiato da Giovanni Scifoni.
Alto re degli Elfi Noldor, governa il regno del Lindon.
- Arondir (stagione 1-in corso), interpretato da Ismael Cruz Córdova, doppiato da Jacopo Venturiero.
Elfo silvano, Guardiano delle Terre del Sud, innamorato della guaritrice umana Bronwyn.
- Bronwyn (stagione 1), interpretata da Nazanin Boniadi, doppiata da Benedetta Degli Innocenti.
Madre umana e guaritrice che possiede una spezieria a Tirharad.
- Theo (stagione 1-in corso), interpretato da Tyroe Muhafidin, doppiato da Mattia Moresco.
Figlio di Bronwyn.
- Celebrimbor (stagioni 1-2), interpretato da Charles Edwards, doppiato da Francesco Prando.
Fabbro elfico che forgiò gli Anelli del Potere, è un "brillante artigiano", signore dell'Eregion, conosciuto in tutta la Terra di Mezzo.
- Durin IV (stagione 1-in corso), interpretato da Owain Arthur, doppiato da Simone Mori.
Principe della città nanica Khazad-dûm.
- Disa (stagione 1-in corso), interpretata da Sophia Nomvete, doppiata da Alessia Amendola.
Principessa, moglie di Durin IV e una delle cantatrici di pietre.
- Durin III (stagioni 1-2), interpretato da Peter Mullan, doppiato da Ennio Coltorti.
Nano, re di Khazad-dûm.
- Lo Straniero / Gandalf (stagione 1-in corso), interpretato da Daniel Weyman, doppiato da Francesco Sechi.
Inizialmente uno straniero senza nome che precipita dal cielo da una meteora in fiamme.
- Halbrand / Sauron / Annatar (stagione 1-in corso), interpretato da Charlie Vickers e da Jack Lowden (stagione 2) (aspetto originario), doppiato da Gianluca Cortesi e da Edoardo Stoppacciaro (aspetto originario).
L'ex luogotenente mutaforma dell'Oscuro Signore Morgoth che cela il proprio aspetto come l'umano Halbrand e l'elfo Annatar, il "Signore dei Doni", per ingannare i popoli della Terra di Mezzo, e dominarli
- Elendil (stagione 1-in corso), interpretato da Lloyd Owen, doppiato da Alberto Angrisano.
Capitano marinaio di Númenor e padre di Isildur, Ëarien e Anaríon.
- Míriel (stagione 1-in corso), interpretata da Cynthia Addai-Robinson, doppiata da Francesca Fiorentini.
Regina reggente di Númenor, un regno isola governato dagli Uomini discendenti da Elros, fratello mezzelfo di Elrond e primo re di Númenor.
- Pharazôn (stagione 1-in corso), interpretato da Trystan Gravelle, doppiato da Alessandro Budroni.
Statista númenóreano, cugino e consigliere della regina reggente Míriel.
- Isildur (stagione 1-in corso), interpretato da Maxim Baldry, doppiato da Federico Campaiola.
Marinaio di Númenor, figlio di Elendil e fratello di Eärien.
- Adar (stagioni 1-2), interpretato da Joseph Mawle (stagione 1) e da Sam Hazeldine (stagione 2), doppiato da Gianluca Machelli.
Elfo caduto e capo degli orchi.
- Stregone Oscuro (stagione 2-in corso), interpretato da Ciarán Hinds, doppiato da Gerolamo Alchieri.
Uno degli Istar alla ricerca dello Straniero.

### Ricorrenti
- Vilma (stagione 1), interpretata da Maxine Cunliffe, doppiata da Silvia Tortarolo.
Pelopiede.
- Malva (stagione 1), interpretata da Thusitha Jayasundera, doppiata da Roberta Gasparetti.
Pelopiede.
- Dilly Brandipiede (stagione 1), interpretata da Beau Cassidy, doppiata da Carolina La Monica.
Pelopiede e sorella di Nori.
- Médhor (stagione 1), interpretato da Augustus Prew, doppiato da Stefano Sperduti.
Elfo silvano, amico di Arondir e Guardiano delle Terre del Sud.
- Revion (stagione 1), interpretato da Simon Merrells, doppiato da Francesco Venditti.
Elfo e Custode Guardiano delle Terre del Sud.
- Waldreg (stagioni 1-2), interpretato da Geoff Morrell, doppiato da Antonio Palumbo.
Proprietario della taverna a Tirharad.
- Rowan (stagione 1), interpretato da Ian Blackburn, doppiato da Tito Marteddu.
Abitante di Tirharad e amico di Theo.
- Ontamo (stagione 1), interpretato da Anthony Crum, doppiato da Mirko Cannella.
Marinaio di Númenor e amico di Isildur.
- Valandil (stagioni 1-2), interpretato da Alex Tarrant, doppiato da Alex Polidori.
Marinaio di Númenor e amico di Isildur.
- Eärien (stagione 1-in corso), interpretata da Ema Horvath, doppiata da Emanuela Ionica.
Sorella di Isildur.
- Kemen (stagione 1-in corso), interpretato da Leon Wadham, doppiato da Flavio Aquilone.
Figlio di Pharazôn.
- Mirdania (stagione 2), interpretata da Amelia Kenworthy, doppiata da Rossa Caputo.
Protetta di Celebrimbor.
- Narvi (stagione 2-in corso), interpretato da Kevin Eldon, doppiato da Vladimiro Conti.
Nano artigiano e architetto e consigliere di Durin III.
- Estrid (stagione 2-in corso), interpretata da Nia Towle, doppiata da Lucrezia Roma.
Ragazza con la quale Isildur si imbatte dopo l'eruzione del Monte Fato, parte degli Uomini Selvaggi e promessa sposa di Hagen.
- Lord Belzagar (stagione 2-in corso), interpretato da Will Keen, doppiato da Paolo Macedonio.
Nobile delle Terre del Nord.
- Glüg (stagione 2), interpretato da Robert Strange, doppiato da Luca Graziani.
Orco e braccio destro di Adar.
- Tom Bombadil (stagione 2-in corso), interpretato da Rory Kinnear, doppiato da Francesco De Francesco.
Stravagante e misterioso personaggio che lo Straniero incontra nella terra di Rhûn.
- Merimac (stagione 2-in corso), interpretato da Gavi Singh Chera, doppiato da Ezzedine Ben Nekissa.
Sturoe che Nori e Poppy incontrano nel deserto di Rhûn.
- Gundabale Earthauler (stagione 2-in corso), interpretata da Tanya Moodie, doppiata da Antonella Alessandro.
Guida della comunità degli sturoi.

### Guest star
- Finrod Felagund (stagione 1), interpretato da Will Fletcher, doppiato da Emanuele Ruzza.
Fratello di Galadriel, morto durante la caccia all'Oscuro Signore Sauron.
- Thondir (stagione 1), interpretato da Fabian McCallum, doppiato da Stefano Broccoletti.
Elfo che va a caccia di Sauron con Galadriel.
- Rían (stagione 1), interpretato da Kip Chapman, doppiato da Alessandro Capra.
Elfo che va a caccia di Sauron con Galadriel.
- Tar-Palantir (stagioni 1-2), interpretato da Ken Blackburn, doppiato da Carlo Reali.
Re di Númenor e padre di Míriel.
- L'Abitatrice (stagioni 1-2), interpretata da Bridie Sisson, doppiata da Carmen Iovine.
Misteriosa donna di Rhûn alla ricerca dello Straniero per venerarlo ritenendo che sia Sauron.
- La Nomade (stagione 1), interpretata da Edith Poor, doppiata da Ilaria Latini.
Misteriosa donna di Rhûn alla ricerca dello Straniero per venerarlo ritenendo che sia Sauron.
- L'Ascetica (stagione 1), interpretata da Kali Kopae, doppiata da Laura Romano.
Misteriosa donna di Rhûn alla ricerca dello Straniero per venerarlo ritenendo che sia Sauron.
- Diarmid (stagione 2), interpretato da Nicholas Woodeson, doppiato da Gianluca Tusco.
Leader di un gruppo di abitanti delle Terre del Sud in fuga, che invita Halbrand a unirsi a loro.
- Círdan (stagione 2), interpretato da Ben Daniels, doppiato da Mauro Gravina.
Soprannominato il Timoniere, è un elfo teler, grande marinaio, carpentiere e signore delle Falas.
- Damrod (stagione 2), doppiato in lingua originale da Benjamin Walker.
Troll di collina che si unisce alle forze di Adar.
- Hagen (stagione 2), interpretato da Gabriel Akuwudike, doppiato da Raffaele Carpentieri.
Uomo Selvaggio e servitore di Adar che attacca i viaggiatori vicino Pelargir.
- Brânk (stagione 2), interpretato da Zates Atour, doppiato da Michele Botrugno.
Cavaliere assoldato dallo Stregone Oscuro per catturare lo Straniero.
- Radicontorto (stagione 2), doppiato in lingua originale da Jim Broadbent e in italiano da Carlo Valli.
Ent, conosciuti come i Pastori degli Alberi sono i protettori delle creature vegetali.
- Fioritoinverno (stagione 2), doppiata in lingua originale da Olivia Williams e in italiano da Chiara Colizzi.
Entessa.
- Camnir (stagione 2), interpretato da Calam Lynch, doppiato da Gabriele De Santis.
Cartografo elfico e esperto di navigazione che si unisce alla compagnia di Elrond.
- Rían (stagione 2), interpretata da Selina Lo.
Esperta arciera del Lindon che si unisce alla compagnia di Elrond.
- Vorohil (stagione 2), interpretato da Charlie Rix, doppiato da Matteo Costantini.
Comandante dell'esercito elfico del Lindon.

## Produzione

### Sviluppo
Dopo una causa legale tra Warner Bros. (possessore dei diritti televisivi sulle opere di J. R. R. Tolkien) e Tolkien Estate (la società rappresentante gli eredi), conclusa a luglio 2017, le due parti iniziarono discussioni riguardo una potenziale serie televisiva basata su Il Signore degli Anelli con diverse piattaforme, tra cui Amazon, Netflix e HBO, con la concessione dei diritti sulla serie ad un prezzo iniziale di 200 milioni di dollari. Le trattative si conclusero in settembre con l'aggiudicazione ad Amazon per 250 milioni di dollari, cifra molto elevata per i soli diritti globali, ma approvata personalmente dal CEO di Amazon Jeff Bezos sulla base dei piani di Amazon Studios di sviluppare un'ambiziosa serie fantasy di dimensioni paragonabili a Il Trono di Spade della HBO.
La serie, da distribuire su Amazon Prime Video, fu pianificata e approvata direttamente per cinque stagioni, con la possibilità anche di una serie spin-off ed un budget tra 100 e 150 milioni di dollari a stagione. A consuntivo, i costi totali della serie avrebbero superato il miliardo di dollari, rendendola la serie televisiva più costosa mai realizzata.
Prodotta direttamente da Amazon Studios con il supporto di Tolkien Estate and Trust, HarperCollins e New Line Cinema, come da accordi legali, la serie avrebbe dovuto iniziare la produzione entro due anni dall'assegnazione dei diritti.
Il 13 febbraio 2025 la serie è stata rinnovata per una terza stagione.

### Team creativo
Nell'aprile 2018, il regista de Il Signore degli Anelli e Lo Hobbit, Peter Jackson, aveva iniziato a discutere del suo potenziale coinvolgimento con Amazon, ma all'inizio di giugno è stato confermato che non era coinvolto. Più tardi, dopo giugno 2018, il capo degli Amazon Studios Jennifer Salke affermava che le discussioni sul coinvolgimento di Jackson erano in corso, aggiungendo che l'accordo per la serie era stato ufficialmente completato solo un mese prima. Lo studio aveva incontrato potenziali scrittori per il progetto e intendeva avere un piano di gioco per la serie e un team di sceneggiatori impostato "molto presto", con la speranza che la serie potesse debuttare nel 2021. Lo studio ha chiesto dei toni della storia basati su Lo Hobbit di Tolkien, Il Signore degli Anelli e le sue appendici. Questi includevano storie prequel incentrate su personaggi come Aragorn, Gimli e Gandalf. JD Payne e Patrick McKay hanno lanciato una serie che ha esplorato i principali eventi della Seconda Era della Terra di Mezzo, migliaia di anni prima de Il Signore degli Anelli, tra cui la forgiatura degli Anelli del Potere, l'ascesa dell'Oscuro Signore Sauron, la caduta del regno insulare di Númenor e l'ultima alleanza tra Elfi e Uomini. Questi eventi sono stati trattati in un prologo di cinque minuti nei film de Il Signore degli Anelli, ma la coppia voleva espanderlo in "50 ore di televisione". Payne affermava che sembrava "una storia incredibile e non raccontata" che era "degna di Tolkien", e McKay ha aggiunto: "Non volevamo fare una cosa secondaria. Uno spin-off o la storia delle origini di qualcos'altro. Noi volevamo trovare un'enorme mega epopea tolkieniana e Amazon ha concordato". Payne e McKay venivano assunti per sviluppare la serie nel luglio 2018. La loro visione era allineata con quella di Amazon e sono stati sostenuti in studio dal regista J. J. Abrams, che ha lavorato con loro su un film di Star Trek mai prodotto.
A dicembre 2018 Jackson annunciava che lui e i suoi partner di produzione avrebbero letto alcune sceneggiature per la serie e offerto note su di esse, ma per il resto gli sarebbe piaciuto guardare un adattamento di Tolkien che non aveva realizzato. Bryan Cogman si univa alla serie come consulente a maggio 2019 dopo aver firmato un accordo generale con Amazon. In precedenza Cogman ha lavorato come sceneggiatore ne Il Trono di Spade e avrebbe dovuto lavorare al fianco di Payne e McKay nello sviluppo della nuova serie. A luglio 2019 J.A. Bayona veniva assunto per dirigere i primi due episodi della serie e fungere da produttore esecutivo insieme al suo partner di produzione Belén Atienza. Nello stesso mese i creatori de Il Trono di Spade, David Benioff e D.B. Weiss, stavano discutendo con diversi media in merito alla firma di un accordo generale, inclusa Amazon che era interessata che la coppia si consultasse su Il Signore degli Anelli: alla fine hanno firmato un accordo con Netflix. Alla fine di luglio, Amazon ha annunciato che Payne e McKay sarebbero stati gli showrunner e i produttori esecutivi della serie e ha rivelato l'intero team creativo che stava lavorando al progetto: produttori esecutivi Bayona, Atienza, Bruce Richmond, Gene Kelly, Lindsey Weber e Sharon Tal Yguado; il co-produttore Ron Ames; la costumista Kate Hawley; lo scenografo Rick Heinrichs; il supervisore degli effetti visivi Jason Smith e l'illustratore/concept artist John Howe, che è stato uno dei principali designer concettuali dei film. Ci si aspettava che anche la società di effetti speciali Wētā Workshop e il venditore di effetti visivi Wētā FX fossero coinvolti nella serie come per i film. Inoltre, è stato rivelato che lo studioso di Tolkien Tom Shippey stava lavorando alla serie, ma non era più coinvolto nell'aprile 2020. Altri studiosi di Tolkien ed "esperti di tradizioni" sono rimasti coinvolti.
Dopo lo sviluppo della prima stagione, Cogman ha lasciato la serie per concentrarsi sullo sviluppo di nuovi progetti. Anche Kelly ha lasciato la serie, mentre Yguado se n'è andata quando ha lasciato il suo ruolo di responsabile della programmazione di genere degli Amazon Studios. Callum Greene si è unito come nuovo produttore esecutivo nel dicembre 2020, dopo aver precedentemente lavorato come produttore ne Lo Hobbit - La desolazione di Smaug (2013). Heinrichs fu infine sostituito come scenografo da Ramsey Avery. Nel marzo 2021 Wayne Che Yip è stato annunciato come regista di quattro episodi della serie ed è stato scelto come co-produttore esecutivo. Charlotte Brändström è stata rivelata come regista per altri due episodi a maggio. In agosto 2021 Jackson ha detto di non essere stato più contattato per vedere le sceneggiature per la serie. Amazon ha spiegato che l'accordo per acquisire i diritti televisivi per Il Signore degli Anelli richiedeva loro di mantenere la serie distinta dai film di Jackson e, secondo quanto riferito, la Tolkien Estate era contraria al coinvolgimento di Jackson nel progetto. Nonostante ciò, gli showrunner avevano discusso in privato della serie con Jackson e Yguado aveva sostenuto la sua inclusione prima della sua uscita.

### Sceneggiatura
Gli sceneggiatori iniziarono a lavorare alla serie a Santa Monica a metà febbraio 2019. Salke ha descritto ampie misure di sicurezza che venivano adottate per mantenere segreti i dettagli di questa scrittura, comprese le finestre chiuse con nastro adesivo e una guardia di sicurezza che richiedeva l'autorizzazione delle impronte digitali a coloro che entravano la stanza. Oltre a Payne e McKay, gli scrittori della serie includono Gennifer Hutchison, Helen Shang, Jason Cahill, Justin Doble, Bryan Cogman e Stephany Folsom, con Glenise Mullins in qualità di scrittrice consulente. Una volta iniziata la produzione della serie, gli sceneggiatori erano pronti a separarsi ma sarebbero stati riconvocati durante i quattro o cinque mesi di pausa delle riprese programmate dopo la produzione dei primi due episodi. Gli sceneggiatori avrebbero dovuto tracciare la mappa della seconda stagione e scrivere la maggior parte delle sue sceneggiature durante questa pausa di produzione.
Il Signore degli Anelli e Lo Hobbit sono ambientati durante la Terza Era, mentre la Prima e la Seconda Era sono esplorate in altri scritti di Tolkien come Il Silmarillion, Racconti incompiuti e La storia della Terra di Mezzo. Poiché Amazon ha acquistato solo i diritti televisivi de Il Signore degli Anelli e Lo Hobbit, gli scrittori hanno dovuto identificare tutti i riferimenti alla Seconda Era in quei libri e creare una storia che collegasse quei passaggi. Questi sono principalmente nelle appendici de Il Signore degli Anelli, ma anche in alcuni capitoli e canzoni. La Tolkien Estate era pronta a porre il veto a qualsiasi cambiamento rispetto alla sua narrativa stabilita, incluso tutto ciò che contraddiceva ciò che Tolkien scrisse in altre opere. Gli scrittori erano liberi di aggiungere personaggi o dettagli, e hanno lavorato con la proprietà e gli esperti della tradizione di Tolkien per assicurarsi che questi fossero ancora "tolkieniani". Hanno fatto riferimento alle lettere che Tolkien scrisse sulle sue opere e sulla mitologia per un contesto aggiuntivo sull'ambientazione e sui personaggi. Simon Tolkien, romanziere e nipote di J.R.R. Tolkien, è stato consultato sulla serie e ha contribuito a sviluppare la sua storia e gli archi dei personaggi. È accreditato come "consulente di serie". Gli showrunner non erano d'accordo con i suggerimenti che la serie fosse solo "vagamente collegata" agli scritti di Tolkien. McKay ha detto che sentivano che era "profondamente, profondamente connessa" e una "storia che stiamo guidando che era qui davanti a noi e aspettava in quei libri di essere raccontata”. Un disclaimer è presente nei titoli di coda della serie in cui si afferma che alcuni elementi sono "ispirati, sebbene non contenuti, nel materiale originale".
Payne e McKay sapevano che la serie doveva durare cinque stagioni e sono stati in grado di pianificare gli elementi dell'ultima stagione, inclusa la ripresa finale della serie, mentre lavoravano alla prima. Poiché per lo più non erano in grado di adattare i dialoghi direttamente dalle storie della Seconda Era di Tolkien, gli scrittori hanno tentato di riproporre i dialoghi di Tolkien a cui avevano accesso prendendo ispirazione anche da testi religiosi e poesia. Hanno adattato i dialoghi a personaggi diversi usando dialetti e metrica. Leith McPherson è tornata dai film de Lo Hobbit come insegnante di dialetti e ha notato che i linguaggi immaginari di Tolkien si evolvono nel tempo, quindi sono diversi per la Seconda Era rispetto alla Terza. Gli Elfi della serie parlano principalmente Quenya, un linguaggio descritto come "Latino Elfico", che è spesso usato solo per lanciare incantesimi nella Terza Era. Si sentono anche nanico e orchesco, insieme a dialetti inglesi, scozzesi e irlandesi. La più grande deviazione fatta dalle opere di Tolkien, che è stata approvata dagli esperti di proprietà e tradizioni, è stata quella di condensare la Seconda Era da migliaia di anni a un breve periodo di tempo. Ciò ha evitato che i personaggi umani morissero frequentemente a causa della loro durata relativamente breve e ha permesso di introdurre i personaggi principali più avanti nella sequenza temporale all'inizio della serie. Gli showrunner hanno invece preso in considerazione l'utilizzo di una narrazione non lineare, ma hanno ritenuto che ciò avrebbe impedito al pubblico di emozionarsi durante la serie. Hanno detto che molti drammi storici della vita reale condensano anche eventi come questo e sentivano che stavano ancora rispettando lo "spirito e il sentimento" degli scritti di Tolkien.
Dopo che è stato rivelato che la serie aveva assunto Jennifer Ward-Lealand come coordinatrice dell'intimità, i fan di Tolkien hanno espresso preoccupazione per il fatto che avrebbe incluso sesso e violenza grafica in stile Il Trono di Spade. Payne e McKay hanno detto che non sarebbe stato così e che la serie sarebbe stata adatta alle famiglie. Speravano di evocare il tono dei libri di Tolkien, che può essere "intenso, a volte piuttosto politico, a volte piuttosto sofisticato, ma è anche commovente, rassicurante e ottimista". Dissero anche che non volevano essere influenzati dalla politica moderna, aspirando invece a raccontare una storia senza tempo che corrispondesse all'intenzione di Tolkien di creare una mitologia che sarebbe sempre applicabile.
La prima stagione presenta diversi luoghi non visti in precedenza negli adattamenti cinematografici, tra cui la capitale degli elfi Lindon e il regno insulare di Númenor, ma rivisita anche luoghi familiari dei film come Khazad-dûm, che è in rovina durante i film de Il Signore degli Anelli, ma viene mostrata nel suo "pieno splendore" nella serie. Uno dei gruppi inclusi nella serie sono i pelopiedi, raffigurati come precursori della popolare razza Hobbit di Lo Hobbit e Il Signore degli Anelli. Payne e McKay hanno spiegato che sentivano che la serie non sarebbe stata davvero per il pubblico una Terra di Mezzo vera senza gli Hobbit. Gli scritti di Tolkien affermano che gli Hobbit non erano conosciuti durante la Seconda Era, quindi scelsero invece di esplorare gli Harfoots poiché erano "soddisfacentemente vicini agli Hobbit". I pelopiedi sono raffigurati come aventi una società segreta e la loro storia, che si svolge ai "margini delle missioni più grandi", è stata paragonata all'opera teatrale Rosencrantz e Guildenstern sono morti. McKay ha detto che la prima stagione riguardava la "reintroduzione di questo mondo e il ritorno del male", concentrandosi sull'introduzione della Seconda Era della Terra di Mezzo e dei personaggi principali eroici piuttosto che raccontare una storia "incentrata sui cattivi". Nonostante sia stato menzionato in una sinossi della serie e sia stato un personaggio importante nella Seconda Era, l'Oscuro Signore Sauron non sarebbe apparso affatto nella prima stagione. McKay ha detto che la stagione è stata influenzata dai dialoghi del secondo capitolo de Il Signore degli Anelli di Tolkien, "L'ombra del passato", che ha parafrasato come "Dopo una sconfitta e una tregua, un'ombra rinasce in una nuova forma". Bayona ha dichiarato che la stagione avrebbe accennato alla presenza di Sauron, e la storia generale riguardava "le ripercussioni della guerra e l'ombra del passato". È stato influenzato dalla sua stessa infanzia in Spagna dopo la dittatura franchista.

### Casting
Salke ha dichiarato nel giugno 2018 che, sebbene la serie non sarebbe stata un remake dei film, avrebbe riportato in vita alcuni personaggi da loro. A luglio 2019, il casting per la serie si stava svolgendo in tutto il mondo, con direttori del casting che lavoravano negli Stati Uniti, nel Regno Unito e in Australia. Il casting per le comparse iniziò anche in Nuova Zelanda in quel momento. A causa della segretezza che circonda la serie, molti attori non sapevano quali ruoli avrebbero interpretato quando sono stati scelti. Markella Kavenagh era in trattative per interpretare un personaggio chiamato "Tyra" alla fine di luglio, un ruolo principale nella serie. Will Poulter è stato scelto come uno dei protagonisti della serie, chiamato "Beldor", a settembre. Il ruolo è stato descritto come "uno dei lavori più ambiti" per i giovani attori di Hollywood prima del casting di Poulter. Maxim Baldry è stato informalmente legato alla serie in un "ruolo significativo" a metà ottobre, mentre Joseph Mawle è stato scelto più tardi quel mese. Secondo quanto riferito, Mawle interpretava il cattivo principale della serie, chiamato "Oren". A dicembre, Ema Horvath è stata scelta per un altro ruolo principale nella serie; Poulter è stato costretto a lasciare la serie a causa di conflitti nelle riprese, con il suo ruolo destinato a essere rimpiazzato; mentre Morfydd Clark è stata assunta come la versione giovanile del personaggio di Galadriel, interpretata nei film da Cate Blanchett.
Robert Aramayo è stato scelto per il ruolo principale della serie, in sostituzione di Poulter, all'inizio di gennaio 2020. Successivamente è stato rivelato che interpretava una versione giovane del personaggio di Elrond, impersonato da Hugo Weaving nei film. Una settimana dopo il casting di Aramayo, Amazon ha annunciato ufficialmente il suo coinvolgimento insieme al casting di Owain Arthur, Nazanin Boniadi, Tom Budge, Clark, Ismael Cruz Córdova, Ema Horvath, Kavenagh, Mawle, Tyroe Muhafidin, Sophia Nomvete, Megan Richards, Dylan Smith, Charlie Vickers e Daniel Weyman. Il co-responsabile della televisione di Amazon, Vernon Sanders, ha notato che c'erano ancora alcuni ruoli chiave che dovevano ancora essere ricoperti. Uno di questi ruoli è stato confermato con l'ingaggio di Maxim Baldry a marzo, quando il suo contratto con la serie è stato completato. Baldry sostituisce Harry Sinclair nei panni di Isildur, che è apparso nei flashback durante i film. Nel dicembre 2020, Amazon ha annunciato 20 nuovi membri del cast per la serie: Cynthia Addai-Robinson, Baldry, Ian Blackburn, Kip Chapman, Anthony Crum, Maxine Cunliffe, Trystan Gravelle, Lenny Henry, Thusitha Jayasundera, Fabian McCallum, Simon Merrells, Geoff Morrell, Peter Mullan, Lloyd Owen, Augustus Prew, Peter Tait, Alex Tarrant, Leon Wadham, Benjamin Walker e Sara Zwangobani. Owen e Walker interpretano Elendil e Gil-galad, che sono stati brevemente interpretati da Peter McKenzie e Mark Ferguson nei film.
Nel marzo 2021, Budge ha annunciato di aver lasciato la serie dopo aver girato diversi episodi. Ha spiegato che Amazon aveva recensito i primi episodi e ha deciso di dare una parte diversa al suo personaggio, che sarebbe stato Celebrimbor. Charles Edwards è stato scelto per sostituirlo come Celebrimbor a luglio, quando anche Will Fletcher, Amelie Child-Villiers e Beau Cassidy sono stati aggiunti al cast della serie. Sette degli attori principali della serie sono neozelandesi e nel complesso un terzo dei 124 ruoli parlati della prima stagione è andato ad attori neozelandesi. Il resto del cast proveniva da Australia, Sri Lanka, Regno Unito e Stati Uniti.
Boniadi ha scelto di non tornare per la seconda stagione e il suo personaggio, Bronwyn, non ha subito un recast. Nel dicembre 2022 Sam Hazeldine ha sostituto Joseph Mawle nel ruolo di Adar per la seconda stagione. Inoltre Amazon ha svelato il casting di: Gabriel Akuwudike, Yasen "Zates" Atour, Ben Daniels, Amelia Kenworthy, Nia Towle e Nicholas Woodeson. Una settimana dopo sono stati annunciati anche Oliver Alvin-Wilson, Stuart Bowman, Gavi Singh Chera, William Chubb, Kevin Eldon, Will Keen, Selina Lo e Calam Lynch.
Nel marzo 2023 Ciarán Hinds, Rory Kinnear e Tanya Moodie sono stati confermati. Il finale della seconda stagione ha rivelato che Weyman interpreta una versione giovanile di Gandalf. Nel febbraio 2025 Jamie Campbell Bower e Eddie Marsan sono entrati nel cast della terza stagione. Nel giugno seguente Andrew Richardson, Zubin Varla e Adam Young sono stati confermati nel cast.

### Riprese
Le riprese della seconda sono iniziate il 3 ottobre 2022 con Brändström, Sanaa Hamri e Louise Hooper come registe. La stagione è stata girata ai Bray Film Studios e al campo d'aviazione di Bovingdon fuori Londra, nel Surrey e a Tenerife nelle Isole Canarie. La produzione si è conclusa nel giugno 2023.
La produzione della terza stagione si è spostata ai Shepperton Studios nel Surrey. Le riprese della terza stagione inizieranno nella primavera del 2025, con Brändström, Hamri e Stefan Schwartz come registi.

## Promozione

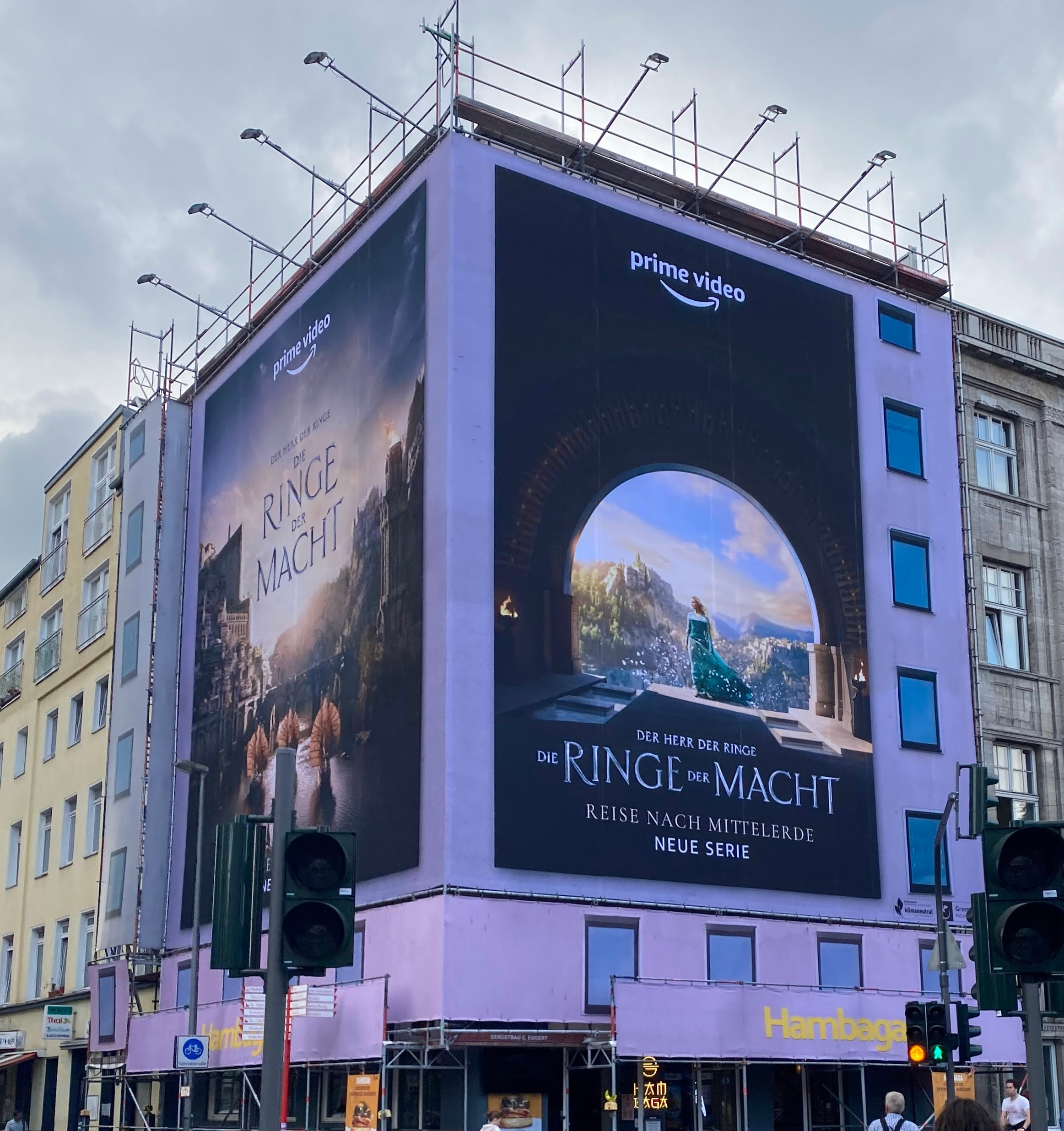
La locandina della prima stagione a Colonia, Germania

Il primo teaser trailer ufficiale della serie è stato diffuso il 14 febbraio 2022, mentre il full trailer è stato pubblicato l'8 luglio seguente.

## Distribuzione
Il Signore degli Anelli - Gli Anelli del Potere ha debuttato sul servizio streaming Prime Video negli Stati Uniti il 2 settembre 2022, con i primi due episodi. Gli episodi sono distribuiti su Prime Video intorno al mondo, inclusi Brasile, Regno Unito, Europa, India, Giappone, Australia e Nuova Zelanda, alla stessa ora della pubblicazione statunitense.
La seconda stagione è stata resa disponibile il 29 agosto 2024.

### Edizione italiana
La direzione del doppiaggio e i dialoghi sono a cura di Francesco Vairano, con la consulenza della Società Tolkieniana Italiana, per conto della Pumais Due.

## Accoglienza

### Critica

#### Stagione 1
La prima stagione ha ricevuto recensioni generalmente positive dalla critica. Rotten Tomatoes riporta l'83% delle recensioni professionali positive basato su 491 critiche. Il consenso critico del sito web indica: «Potrebbe non essere ancora la serie per domarle tutte, ma Gli Anelli del Potere incanta con la sua sfarzosa rappresentazione e il rendering approfondito della Terra di Mezzo». Metacritic, invece, ha assegnato un punteggio di 71 su 100 basato su 40 recensioni, indicando "recensioni generalmente favorevoli".
Kevin Perry del The Independent ha lodato la serie dicendo che "rovista nelle appendici de ‘Il Signore degli Anelli’ di JRR Tolkien e raccoglie oro". Nick Schager per The Daily Beast ha definito la serie "stupenda", mentre Dave Nemetz per TVLine elogia il mondo creato dalla serie, definendolo "una meraviglia". Al contrario, Darren Franich di Entertainment Weekly ha espresso un'opinione negativa, criticando aspramente la caratterizzazione del personaggio di Galadriel.
Enorme discrepanza tra critica e giudizio di una parte del pubblico si è verificata a poche ore dall'uscita dei primi due episodi. Oggetti iniziali della critica negativa sono stati l'implemento di un cast forzatamente inclusivo e la scarsa aderenza al canone tolkeniano. Successivamente, la critica riguardo al cast multietnico, sulla cui caratterizzazione si erano inizialmente basate le accuse di blackwashing, si è affievolita dopo l'inizio della trasmissione delle puntate.

#### Stagione 2
La seconda stagione ha ricevuto recensioni positive dalla critica. Rotten Tomatoes riporta l'85% delle recensioni professionali positive basato su 147 critiche. Il consenso critico del sito web indica: «La seconda stagione de Gli Anelli del Potere trova nuovi pregi pur conservando alcune debolezze della precedente, nel complesso, rendendolo un viaggio più cinematografico per il mondo di Tolkien». Metacritic, invece, ha assegnato un punteggio di 67 su 100 basato su 25 recensioni, indicando "recensioni generalmente favorevoli".

### Primati
Amazon ha annunciato che Gli Anelli del Potere è stata vista da 25 milioni spettatori in tutto il mondo nelle prime 24 ore di disponibilità dei primi due episodi su Prime Video. L'azienda ha dichiarato che è la maggiore première di sempre per il servizio. Questa è la prima volta che Amazon rivela l’audience per Prime Video ma non ha specificato quanto sia necessario vedere un episodio per contare come visualizzazione, né quale sia stato il metodo utilizzato per riportare tale numero.

## Riconoscimenti
- 2023 – Premio Emmy[102]
  - Candidatura per i migliori costumi in una serie fantasy o di fantascienza a Kate Hawley, Libby Dempster, Lucy McLay, Jaindra Watson, Pip Lingard, Jenny Rushton per l'episodio L'ombra del passato
  - Candidatura per la miglior sigla a Katrina Crawford, Mark Bashore, Anthony Vitagliano, Fernando Domínguez Cózar
  - Candidatura per il miglior trucco prostetico a Jason Docherty, Dan Perry, Mark Knight, Simon Rose per l'episodio Adar
  - Candidatura per il miglior tema musicale in una sigla a Howard Shore
  - Candidatura per il miglior montaggio sonoro a Robert Stambler, Damian Del Borrello, Ailene Roberts, Stefanie Ng, Paula Fairfield, Chris Terhune, James Miller, Michael Baber, Jason Smith, Amy Barber, Jonathan Bruce per l'episodio Udûn
  - Candidatura per i migliori effetti speciali in una serie o film a Ron Ames, Jason Smith, Nigel Sumner, Ara Khanikian, Dean Clarke, Ken McGaugh, Tom Proctor, Greg Butler, Joe Henderson
- 2025 – Saturn Awards[103]
  - Candidatura alla miglior serie fantasy
- 2025 – Visual Effects Society Awards[104]
  - Candidatura ai migliori effetti visivi in un episodio fotorealistico a Jason Smith, Tim Keene, Ann Podlozny, Ara Khanikian e Ryan Conder per l'episodio Il più antico
  - Candidatura alla migliore ambientazione in un episodio, pubblicità o progetto in tempo reale a Yordan Petrov, Bertrand Cabrol, Lea Desrozier e Karan Dhandha per l'Eregion nell'episodio Destinati a morire
  - Candidatura ai migliori effetti di simulazione in un episodio, pubblicità o progetto in tempo reale a Koenraad Hofmeester, Miguel Perez Senent, Miguel Santana Da Silva e Billy Copley per le fiamme del Balrog e il crollo della rupe nell'episodio Ombra e fiamma
- 2025 – British Academy Television Craft Awards[105][106]
  - Migliori effetti speciali, visivi e grafici a Jason Smith, Richard Bain, Ryan Conder, Chris Rodgers